# Troglophilus lagoi
Troglophilus lagoi är en insektsart som beskrevs av Mennozi 1934. Troglophilus lagoi ingår i släktet Troglophilus och familjen grottvårtbitare. Inga underarter finns listade i Catalogue of Life.